# ジェームズ・ミュア＝キャンベル (第5代ラウドン伯爵)
第5代ラウドン伯爵ジェームズ・ミュア＝キャンベル（James Mure-Campbell, 5th Earl of Loudoun、1726年2月11日 – 1786年4月28日）はイギリス陸軍の軍人、スコットランド貴族。軍人としての最終階級は陸軍少将。庶民院議員を1期務めたが、政治にはさほど興味を示さなかった。

## 生涯
サー・ジェームズ・キャンベル（第2代ラウドン伯爵ジェームズ・キャンベルの末男）と妻ジーン（Jean、1729年12月13日没、初代グラスゴー伯爵デイヴィッド・ボイルの娘）の息子として、1726年2月11日にエディンバラで生まれた。1729年12月13日に母が死去すると、ローアラン城を相続し、母方の祖母の旧姓ミュア（Mure）を姓に加えた。
1740年にコルネット（騎兵少尉）としてロイヤル・スコッツ・グレイズに入隊、1742年に中尉、1745年に大尉に昇進した。1745年4月30日に父がフォントノワの戦いで戦死すると、パースシャーのローズ地所を相続した。
政治にはさほど興味がなかったが、伯父の息子にあたる第4代ラウドン伯爵ジョン・キャンベルの手配により、1753年7月にエアシャー選挙区で次の総選挙に向けての選挙活動が開始された。現職のパトリック・クロフォード（Patrick Craufurd）のほか、第10代エグリントン伯爵の弟にあたるアーチボルド・モンゴメリー閣下も立候補したが、1754年4月まで長引いた交渉を経てモンゴメリーが撤退に同意した。政府もミュア＝キャンベルを支持し、ミュア＝キャンベルは1754年イギリス総選挙でクロフォードに大差をつけて当選した。もっとも、ミュア＝キャンベルは政治では第4代ラウドン伯爵に追随して投票する程度であり、演説の記録はなかった。政局の変動により1761年イギリス総選挙で議席を失ったが、ミュア＝キャンベル自身は七年戦争のドイツ戦線で戦っており、特に不満を感じなかった。以降二度と立候補することはなかった。
1754年に第11竜騎兵連隊の少佐に昇進、1756年に近衛歩兵第3連隊の大尉に任命された。1757年に第2竜騎衛兵隊の少佐に、1762年に第21竜騎兵連隊の中佐に昇進した。同年にさらに大佐に昇進したが、1763年に半給となった。晩年の1781年に少将に昇進した。
1782年4月27日に第4代ラウドン伯爵が死去すると、ラウドン伯爵位を継承した。
1786年4月28日にラウドン城で死去、娘フローラが爵位を継承した。

## 家族
1777年4月30日、フローラ・マクロード（Flora Macleod、1780年9月2日没、ジョン・マクロードの娘）と結婚、1女をもうけた。
- フローラ（1780年8月 – 1840年1月8日） - 第6代ラウドン女伯爵、ヘイスティングズ侯爵夫人[1]